# 卯花Tsukasa
卯花Tsukasa（／ Unohana Tsukasa，6月11日—）是日本漫畫家和插畫家。

## 作品
- 《D.C.II Imaginary Future 〜ダ・カーポII イマジナリーフューチャー〜》（ASCII Media Works《電擊G's magazine》2007年3月號－2009年5月號）

- （KADOKAWA《電擊PlayStation》）

- 《天秤與花的遊戲》（芳文社《Manga Time Kirara Forward》2008年11月號－2009年10月號）

- 《創刊！ Comic Earth Star編輯部》（{{{2}}}）

- 《第一次的交往（日语：はじおつ。）》（芳文社《Manga Time Kirara Forward》2010年11月號－2014年5月號）

- 《Anima Yell!》（芳文社《Manga Time Kirara Carat》2016年4月號－2020年10月號）

## 外部連結
- 卯花Tsukasa的X（前Twitter）